# Ритонавір
Ритонаві́р (RTV або /r[джерело?], коли препарат застосовується як фармакокінетичний підсилювач інших препаратів) — синтетичний противірусний препарат з групи інгібіторів протеази для перорального застосування.

## Фармакологічні властивості
Ритонавір — синтетичний противірусний препарат з групи інгібіторів протеази. Механізм дії препарату полягає у інгібуванні активного центру ферменту вірусу ВІЛ — протеази, порушенні утворення вірусного капсиду та пригнічує реплікацію вірусу ВІЛ з утворенням незрілих вірусних частинок, що не можуть інфікувати клітини організму. Ритонавір має високий ступінь подібності з деякими формами цитохрому P-450, що дозволяє використання препарату як фармакокінетичного підсилювача (бустера) інших антиретровірусних препаратів, найчастіше інших інгібіторів протеази. До ритонавіру чутливі віруси — ВІЛ-1 та ВІЛ-2 і частково чутливі протеази людини.

### Фармакокінетика
Ритонавір при прийомі всередину швидко всмоктується, максимальна концентрація в крові досягається протягом 2—4 годин. Біодоступність препарату становить 94 %, при прийомі під час їжі біодоступність препарату збільшується. Ритонавір погано проникає через гематоенцефалічний бар'єр. Ритонавір проникає через плацентарний бар'єр та виділяється в грудне молоко. Препарат метаболізується в печінці, виводиться з організму переважно з калом, частково виводиться нирками у вигляді активних метаболітів. Період напіввиведення ритонавіру становить 3—5 годин, немає даних про зміну цього часу при печінковій недостатності.

## Показання до застосування
Ритонавір застосовують для лікування ВІЛ-інфекції, що спричинює ВІЛ-1 та ВІЛ-2, у складі комбінованої терапії в дорослих та дітей віком від 2 років. Препарат може застосовуватись самостійно або як фармакокінетичний підсилювач інших противірусних препаратів (інгібіторів протеази). Монотерапію препаратом не проводять у зв'язку з швидким розвитком резистентності ВІЛ до препарату.

## Побічна дія
При застосуванні ритонавіру можливі наступні побічні ефекти:
- З боку шкіри — дуже часто (більше 10 %) висип на шкірі, свербіж шкіри; часто (1—10 %) алергічний дерматит, кропив'янка, акне; рідко (0,01—0,1 %) синдром Стівенса-Джонсона, синдром Лаєлла.
- Алергічні реакції — часто (1—10 %) кашель, фарингіт, гарячка; рідко (0,01—0,1 %) анафілактичний шок.
- З боку травної системи — дуже часто (більше 10 %) нудота, блювання, діарея (часто з електролітним дисбалансом), біль в животі; часто (1—10 %) порушення смаку, зниження апетиту, метеоризм, гепатит, жовтяниця, печінкова недостатність, панкреатит, шлунково-кишкові кровотечі, стоматит.
- З боку нервової системи — дуже часто (більше 10 %) головний біль, гіпостезія, парестезії, запаморочення, підвищена втомлюваність; часто (1—10 %) безсоння, нечіткість зору, втрати свідомості, судоми.
- З боку опорно-рухового апарату — дуже часто (більше 10 %) артралгії, біль у спині; часто (1—10 %) міалгії, міопатії, рабдоміоліз.
- З боку сечовидільної системи — часто (1—10 %) хронічна ниркова недостатність, дизурія; нечасто (0,1—1 %) гостра ниркова недостатність.
- З боку серцево-судинної системи — часто (1—10 %) артеріальна гіпо- та гіпертензія, спазм периферичних судин з відчуттям холоду в кінцівках; нечасто (0,1—1 %) інфаркт міокарду.
- Інші побічні ефекти — часто (1—10 %) ліподистрофія, лактатацидоз, меноррагія, загострення подагри; нечасто (0,1—1 %) цукровий діабет, збільшення частоти кровотеч у хворих гемофілією; у поодиноких випадках — остеонекроз.
- Зміни в лабораторних аналізах — часто (1—10 %) підвищення активності амінотрансфераз, лужної фосфатази, амілази, підвищення рівня білірубіну в крові; гіпермагніємія, анемія, нейтропенія, еозинофілія, тромбоцитопенія, гематурія, протеїнурія; нечасто (0,1—1 %) зниження рівня вільного та загального тироксину в крові, нейтрофільоз, гіперглікемія.

Під час проведення комбінованої антиретровірусної терапії у хворих зростає ймовірність лактатацидозу, остеонекрозу, гепатонекрозу. При проведенні ВААРТ у хворих зростає ймовірність розвитку серцево-судинних ускладнень, гіперглікемії та гіперлактемії. Під час проведення ВААРТ зростає ймовірність синдрому відновлення імунної системи із загостренням латентних ВІЛ-асоційованих інфекцій.

## Протипоказання
Ритонавір протипоказаний при підвищеній чутливості до препарату, при печінковій недостатності. З обережністю застосовують при вагітності та годуванні грудьми. Ритонавір не застосовують у дітей молодших 2 років. Препарат не рекомендується застосовувати разом із астемізолом, цизапридом, терфенадином, мідазоламом, пімозидом, бепридилом, аміодароном, алкалоїдами ріжків, пропафеноном, рифампіцином, симвастатином, ловастатином, індинавіром, нелфінавіром, силденафілом, фузидовою кислотою, сальметеролом, препаратами звіробою.

## Форми випуску
Ритонавір випускається у вигляді желатинових капсул по 0,1 г. та розчину для прийому всередину по 80 мг/мл у флаконах по 90 та 240 мл. Препарат випускається в комбінації з лопінавіром у вигляді таблеток по 100 мг лопінавіру та 25 мг ритонавіру і по 200 мг лопінавіру та 100 мг ритонавіру, і у вигляді розчину для перорального прийому по 80/20 мг/мл.